# Улица Зелтиню (Рига)
Улица Зе́лтиню  (латыш. Zeltiņu iela, [зэ]) — улица в Латгальском предместье города Риги, в историческом районе Дарзциемс. Начинается от улицы Вестиенас, пролегает в юго-восточном направлении и заканчивается после перекрёстка с улицей Ницгалес, переходя в сеть внутриквартальных проездов, выходящих к улице Сеску.
Улица Зелтиню возникла в межвоенный период под своим нынешним названием, которое никогда не изменялось. Оно происходит от названия волостного центра Зелтини в Алуксненском крае.
Общая длина улицы Зелтиню составляет 780 метров. На всём протяжении имеет асфальтовое покрытие. Движение двустороннее. Общественный транспорт по улице не курсирует. Сочетается многоэтажная и частная жилая застройка.

## Прилегающие улицы
Улица Зелтиню пересекается со следующими улицами:
- Улица Вестиенас
- Улица Яунрозес
- Улица Ницгалес